# CJTS-FM
CJTS-FM (anciennement connue sous le nom de CIGR-FM puis CKOY-FM) était une station de radio québécoise située à Sherbrooke, en Estrie, et diffusant sur la fréquence 104,5 MHz. Elle appartenait à la compagnie québécoise de télécommunications Cogeco Média, et faute de trouver un acheteur, elle a fermé ses portes le 16 décembre 2011 à midi.
La station utilisait une antenne directionnelle d'une puissance apparente rayonnée de 9 200 watts et une puissance apparente rayonnée maximale de 50 000 watts (classe C1).

## Historique

### Génération Rock
Le Groupe Génération Rock détient une licence de radiodiffusion du CRTC le 2 juillet 2003,. La station est lancée le 31 mai 2004 avec une faible puissance de 1 300 watts (classe A) avec les lettres d'appel CIGR-FM dont l'orientation musicale est basée sur le rock classique et actuel visant un auditoire entre 18 et 49 ans

### CKOY-FM
Le 18 juin 2007, Groupe Génération Rock a annoncé une tentative d'achat par Corus Entertainment qui fut approuvé par le CRTC et l'offre fut conclue le 28 janvier 2008. CIGR-FM fut alors renommé CKOY-FM en utilisant l'habillage visuel et sonore de CKOI-FM à Montréal, mais en conservant son nom CKOY-FM. Le format musical a changé de rock actuel vers un format hits contemporain.
Le 8 mai 2009, CKOY-FM fut autorisé à augmenter sa puissance à 50 000 watts, ce qui a amélioré la réception dans le secteur de Sherbrooke. Le 6 novembre 2009, lorsque la station CFEL-FM dans la ville de Québec fut affiliée au réseau CKOI, CKOY-FM devient CKOI 104,5 Estrie bien que ses lettres d'appel demeurent légalement CKOY-FM.
Le 30 avril 2010, Le groupe Cogeco a annoncé l'achat des stations de Corus Québec pour 80$ millions, transaction approuvée le 17 décembre 2010. Dans cette décision, Corus avait l'intention de convertir cette station comme ré-émettrice de CKAC Montréal « afin d’assainir le marché publicitaire [de Sherbrooke] et de permettre aux stations concurrentes d’Astral d’atteindre le seuil de rentabilité […] puisque la station a enregistré d’importantes pertes financières depuis son entrée en ondes ». Le CRTC a rejeté cette proposition et suggéré de vendre cette station dans les 12 prochains mois.

### Souvenirs Garantis
Le 1er février 2011 Cogeco prend officiellement possession de la station qui était la propriété de Corus Québec auparavant. À cette date, l'affiliation CKOI passe à la station CHLT-FM 107,7 alors que l'affiliation Souvenirs Garantis passe au 104,5.  Les lettres d'appel ont changé pour CJTS-FM et Fernand Belisle devient le gestionnaire de l'entreprise de radiodiffusion Radio Sherbrooke inc. (CJTS-FM 104,5 MHz).

### Fermeture
Faute de trouver un acheteur, la station a fermé ses portes le 6 décembre 2011 à midi. Le 12 décembre 2011, l'Agence QMI affirme que le Groupe TVA a fait une offre en octobre dernier à Cogeco pour l'acquisition de CJTS-FM alors que Cogeco affirmait dans son communiqué ne pas avoir reçu d'offre.

## Animateurs
- Philippe Lacombe, (Les avant-midis Souvenirs garantis)
- Jacques Lavoie (De bonne heure su'l piton)
- Simon Lebeau (Le retour juste pour le fun, Le 4 @ 8)
- Nathalie Parenteau, (Le Lunch Musical, L'après Lunch)
- Jean-Pierre Quirion, (De bonne heure su'l piton)
- Jay-S, (De bonne heure su'l piton)

## Logos

Logo CKOY.ca
Logo CKOI
Logo actuel, réseau Souvenirs Garantis